# Philomena (Film)
Philomena ist ein britisches Filmdrama aus dem Jahr 2013, das auf wahren Begebenheiten und dem Buch The Lost Child of Philomena Lee von Martin Sixsmith beruht. Unter der Regie von Stephen Frears und mit Judi Dench und Steve Coogan in den Hauptrollen, erzählt der Film die Geschichte der fast 70-jährigen Philomena Lee, die sich zusammen mit dem Journalisten Martin Sixsmith auf die Suche nach ihrem vor 50 Jahren zur Adoption freigegebenen Sohn begibt. Der Film thematisiert den weitreichenden Skandal der Zwangsadoptionen in Irland, bei dem tausende unverheiratete Mütter in katholischen Einrichtungen gezwungen wurden, ihre Kinder zur Adoption freizugeben.
Der Film wurde von BBC Films in Zusammenarbeit mit Pathé produziert und hat seit seiner Weltpremiere im August 2013 zahlreiche Auszeichnungen und Nominierungen erhalten. Deutscher Filmstart für Philomena war der 27. Februar 2014.

## Handlung
Die pensionierte Krankenschwester Philomena Lee gesteht ihrer Tochter, dass sie vor genau 50 Jahren einen unehelichen Sohn geboren habe. Im damals streng katholischen Irland wurden viele unverheiratete minderjährige Schwangere zur Niederkunft in ein sogenanntes von Nonnen geführtes Magdalenenheim geschickt und dort zur Arbeit verpflichtet, um die Kosten für Unterkunft und Entbindung zu begleichen und für ihren „sündigen“ Lebenswandel Buße zu tun; ihr Kind wurde ihnen genommen und zur Adoption freigegeben – so auch Anthony, der Sohn Philomenas. Nachdem Philomena vier Jahre Zwangsarbeit geleistet hatte, verließ sie das Heim, begann ein neues Leben und erwähnte ihr Kind und die schwere Zeit, die sie durchlebt hatte, niemandem gegenüber. Später versuchte sie mehrmals, ihren Sohn zu finden, doch ohne Erfolg. An seinem 50. Geburtstag entscheidet sie sich, ihr Schweigen aufzugeben.
Philomenas Tochter Jane lernt auf einer Party den ehemaligen BBC-Reporter Martin Sixsmith kennen und erzählt ihm die Geschichte ihrer Mutter. Nach anfänglichem Desinteresse willigt er ein, Philomena bei der Suche nach dem Sohn zu begleiten und darüber zu berichten. Auf derselben Party trifft Sixsmith die Chefredakteurin eines Boulevardmagazins, die prompt bereit ist, die Recherche zu finanzieren und die Geschichte zu veröffentlichen.
Ein erster Besuch im Kloster verläuft ernüchternd: Angeblich wurden sämtliche Adoptionsunterlagen von einem Brand zerstört. In der Dorfkneipe erzählt man Sixsmith, dass es sich dabei jedoch nicht um einen Unfall, sondern um die absichtliche Vernichtung  von Beweismitteln gehandelt habe. Außerdem erfährt er, dass die Kinder der ledigen Frauen oft gegen größere Geldbeträge in die USA vermittelt wurden.
Da Sixsmith hofft, an alte Verbindungen aus seiner Zeit als US-Korrespondent anknüpfen zu können, reisen er und Philomena nach Washington. Tatsächlich stellt sich heraus, dass Anthony, der nach der Adoption in Michael A. Hess umbenannt wurde, Karriere als Berater der Präsidenten Reagan und Bush sen. gemacht hatte, aber auch, dass er homosexuell war und bereits 1995 an AIDS gestorben ist.
Entgegen Sixsmiths Befürchtungen (der einen Vertrag mit dem Boulevardmagazin erfüllen muss) entschließt sich Philomena, wenn sie ihren Sohn schon nicht mehr persönlich treffen kann, so doch zumindest sein Umfeld zu befragen. Den Ausschlag gibt das Foto einer Pressekonferenz, auf dem nicht nur Philomenas Sohn, sondern auch Sixsmith selbst als Korrespondent zu sehen ist. Ihm fällt wieder ein, dass er Anthony/Michael damals im Weißen Haus getroffen und einen positiven Eindruck von ihm gewonnen hatte. Philomenas Interesse ist trotz ihrer Trauer geweckt.
Ihre erste Ansprechpartnerin ist Mary, die im selben Magdalenenheim geboren ist. Ursprünglich sollte nur Mary adoptiert werden, aber da sie und Anthony als Kleinkinder unzertrennlich waren, wurden beide adoptiert.
Der nächste Ansprechpartner ist Pete Olsson, Anthonys/Michaels Lebensgefährte. Anfangs gestaltet sich der Kontakt schwierig, da Olsson sich von seinem Büro verleugnen lässt. Tief betrübt von der Abweisung will Philomena die Suche abbrechen, zumal sich ihr Sohn offenbar nie für seine Wurzeln und seine irische Abstammung interessiert hatte. Sixsmith fällt jedoch auf einem Foto eine Anstecknadel in Form einer irischen Harfe auf: Philomenas Sohn war sich seiner Herkunft also durchaus bewusst. Als Sixsmith bei Olsson zu Hause vorstellig wird, wird er an der Tür abgewiesen; doch dann geht Philomena zu ihm, und es gelingt ihr, mit ihm zu sprechen. Zusammen mit Olsson sehen sie sich alte Videos und Super-8-Filme an, und Philomena und Sixsmith erfahren, dass Anthony/Michael kurz vor seinem Tod eben jenes Kloster in Irland, in dem er geboren war, besucht hatte, um seine leibliche Mutter zu finden. Mehr noch: Gegen den Willen seines Adoptivvaters hatte er sich dort sogar beerdigen lassen. Doch hatten ihm die Nonnen nie den wahren Namen seiner Mutter verraten.
Philomena und Sixsmith reisen zurück nach Irland und besuchen das Kloster erneut. In einem unbeobachteten Augenblick verschafft sich Sixsmith Zugang zum Wohnbereich der Nonnen und stellt die seinerzeit verantwortliche, inzwischen hochbetagte Nonne, Schwester Hildegard, zur Rede. Diese ist sich wie damals keiner Schuld bewusst und bezeichnet ledige Mütter als Sünderinnen. Philomena kommt hinzu und vergibt ihr, wenn auch schweren Herzens.
Schließlich gibt sie Sixsmith die Erlaubnis, ihre Lebensgeschichte mit Nennung ihres Namens zu publizieren. Anfangs hatte sie sich dagegen gewehrt, dass ihre und ihres Sohnes Identität offenbart werden sollte.

## Veröffentlichung
Der Film Philomena feierte seine Weltpremiere am 31. August 2013 im Wettbewerb der 70. Internationalen Filmfestspiele von Venedig. Der Film wurde am 1. November 2013 im Vereinigten Königreich veröffentlicht und kam am 27. Februar 2014 in Deutschland in die Kinos.

## Kritiken
„Philomena, mit dem Stephen Frears zur Hochform seines Die Queen zurückkehrt, hält die perfekte Balance von Komik und Tragik.“

„Philomena erzählt eine faszinierende Geschichte und die guten Schauspielleistungen machen den Film auf jeden Fall zu einer Empfehlung.“

„Kritiker-Fazit: Philomena überzeugt nicht nur mit großartigen Hauptdarstellern, sondern auch durch ein sehr gutes Drehbuch, in dem jede Formulierung und Entwicklung der Geschichte gelungen ist.“

## Auszeichnungen
- Internationale Filmfestspiele von Venedig 2013
  - Bestes Drehbuch (Steve Coogan, Jeff Pope)
  - Brian Award (Stephen Frears)
  - Queer Lion (Stephen Frears)
  - SIGNIS Award (Stephen Frears)
  - Premio Leoncino d’Oro Agiscuola – Cinema for UNICEF (Stephen Frears)
  - Nazareno-Taddei-Preis (Stephen Frears)
  - Goldene Maus (Stephen Frears)
  - Vittorio Veneto Film Festival Award (Stephen Frears)
  - Interfilm Award (Stephen Frears)

- Satellite Award: Bestes adaptiertes Drehbuch (Steve Coogan, Jeff Pope)
- BAFTA Award: Bestes adaptiertes Drehbuch (Steve Coogan, Jeff Pope)

### Weitere Nominierungen
- Oscarverleihung 2014
  - Bester Film
  - Beste Hauptdarstellerin (Judi Dench)
  - Beste Filmmusik (Alexandre Desplat)
  - Bestes adaptiertes Drehbuch (Steve Coogan, Jeff Pope)
- Golden Globe Awards 2014
  - Bester Film – Drama
  - Beste Hauptdarstellerin – Drama (Judi Dench)
  - Bestes Drehbuch (Steve Coogan, Jeff Pope)
- British Academy Film Awards 2014
  - Bester Film
  - Bester britischer Film
  - Beste Hauptdarstellerin (Judi Dench)
- British Independent Film Awards 2013
  - Bester britischer Independentfilm
  - Bester Schauspieler (Steve Coogan)
  - Beste Schauspielerin (Judi Dench)
  - Bestes Drehbuch (Steve Coogan, Jeff Pope)
- Satellite Awards 2013
  - Bester Film
  - Beste Hauptdarstellerin (Judi Dench)
  - Beste Filmmusik (Alexandre Desplat)
- Europäischer Filmpreis 2014: Publikumspreis